# Paepalanthus calvus
Paepalanthus calvus är en gräsväxtart som beskrevs av Friedrich August Körnicke. Paepalanthus calvus ingår i släktet Paepalanthus och familjen Eriocaulaceae. Inga underarter finns listade i Catalogue of Life.